# Futura International Airways
Futura International Airways fue una aerolínea chárter española con sede social en la zona de facturación del aeropuerto de Palma de Mallorca, en Palma de Mallorca. Su código IATA es FH, su código OACI es FUA y su callsign o indicativo radio es Futura. Futura también posee una filial de transporte, llamada FlyAnt Cargo. 

## Historia

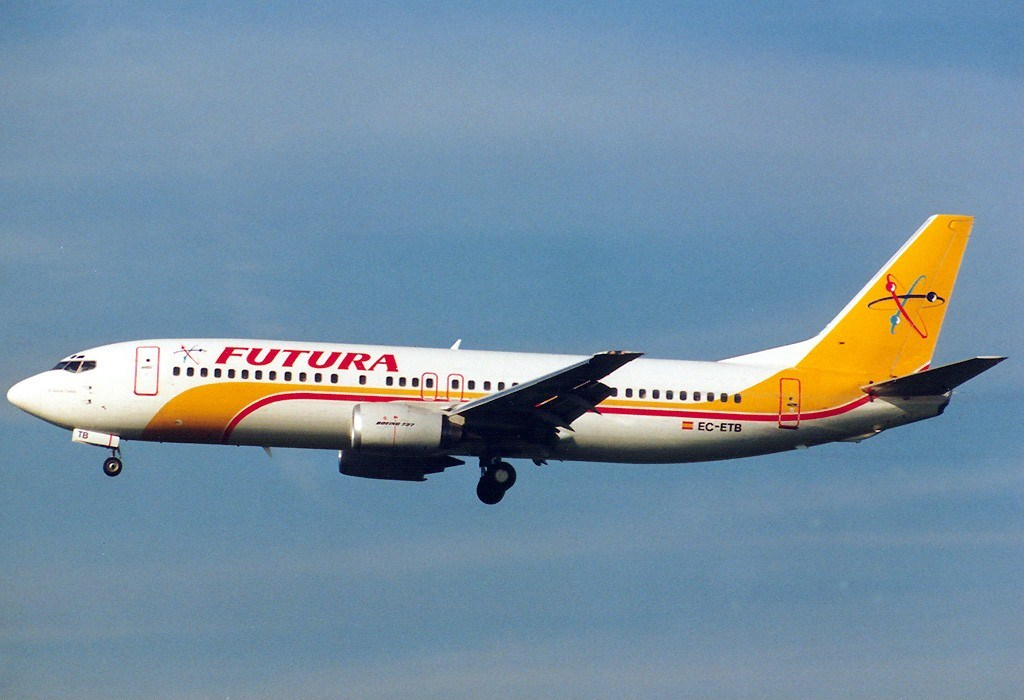
Boeing 737-400 con los colores originales de Futura.

Futura International Airways, S.A., fundada el 28 de noviembre de 1989, fue la mayor compañía aérea independiente de medio radio de Europa. 
Hasta noviembre de 2002, Aer Lingus era propietaria del 100% de las acciones de la compañía. A partir de esa fecha, el perfil de los accionistas cambió como consecuencia de la compra de acciones por parte de la dirección, apoyada por Corpfin Capital, una compañía privada española de capital de riesgo líder. Corpfin Capital pasó a poseer el 65% de las acciones, Aer Lingus (la aerolínea de bandera irlandesa) mantuvo su participación del 20%; el 15% perteneciendo a la dirección y el resto a los empleados de la compañía.
En octubre de 2007, el fondo británico Hutton Collins, propietario de otras empresas españolas como NTT Data España, se hizo con Futura por 70 millones de euros, gracias a un acuerdo con Aer Lingus, la cual aumentó su participación desde el 15% hasta conseguir la mayoría.
En julio de 2006 Futura encargó 3 Boeing 737-800 para ser entregados entre 2009 y 2010 con los derechos de compra para tres aviones adicionales. En 2008 incorpora dos Boeing 737-900ER a su flota, siendo la primera compañía europea en utilizar esta variante del 737.
El 7 de septiembre de 2008 paraliza todos sus vuelos para presentar suspensión de pagos. El 9 de septiembre de 2008 se anuncia por parte de la dirección de la empresa el cierre de la misma.

## Antigua flota

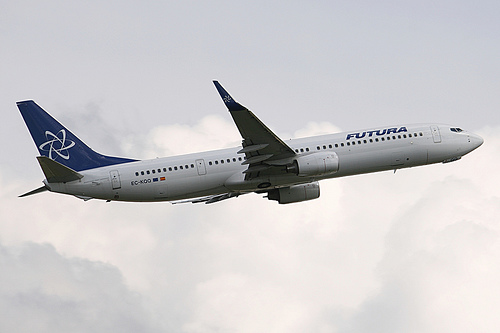
Boeing 737-900 de Futura.

La flota de Futura International Airways consistió en las siguientes aeronaves:
| Aeronaves        | Total | Introducido | Retirado | Matrículas |
| ---------------- | ----- | ----------- | -------- | --- |
| Boeing 737-300   | 7     | 1993        | 2008     | CC-CAL, EC-FQP, EC-FSC, EC-FVT, EC-JJV, EC-JUC y EC-KOC |
| Boeing 737-400   | 25    | 1992        | 2008     | EC-FMJ, EC-GNZ, EC-GRX, EC-GUG, EC-GXR, EC-GYK, EC-HAN, EC-HBT, EC-HCN, EC-IFN, EC-IHI, EC-INQ, EC-IPF, EC-IZG, EC-JHX, EC-JNU, EC-JSS, EC-KGM, EC-KNS, EC-KRD, EC-KTM, EC-KUI, EI-DOR, EI-DXO y LX-LGG |
| Boeing 737-800   | 19    | 1999        | 2008     | EC-HHG, EC-INP, EC-JDU, EC-JHV, EC-JRL, EC-KFB, EC-KIN, EC-KKU, EI-DGZ, EI-DIS, EI-DIT, EI-DJT, EI-DJU, EI-DKD, EI-DMZ, EI-DND, N977RY, PH-HZD y PH-HZE                                                 |
| Boeing 737-900ER | 2     | 2008        | 2008     | EC-KQQ y EC-KQR |